# Propertius (geslacht)
Propertius is een geslacht van vlinders van de familie dikkopjes (Hesperiidae), uit de onderfamilie Hesperiinae.

## Soorten
- P. albistriga (Tessmann, 1928)
- P. phineus (Cramer, 1777)
- P. propertius (Fabricius, 1793)